# Língua payaguá
O Payaguá é uma língua ameríndia extinta falada na Argentina.